# Nationaal Jeugdparlement (Suriname)
Het Nationaal Jeugdparlement (NJP) was van 2004 tot 2022 een jeugdparlement in Suriname. In 2022 werd het door minister Steven Mac Andrew vervangen door de Jeugdraad Suriname (JRS), omdat "wij ons niet moeten vasthouden aan structuren als zij niet goed werken," zo luidde zijn motivering.
Het instituut werd elke drie jaar door jongeren gekozen en daarna geïnstalleerd door of namens de president van Suriname. Het doel was het innemen van standpunten, bewaken van het jeugdbeleid van de regering en de regering voorzienvan inzichten en informatie over onderwerpen die over jongeren gaan.
Het contact van het NJP met de regering diende in principe via de president te verlopen. In de praktijk verliep deze via het ministerie Sport- en Jeugdzaken.
Het NJP was een onderdeel van het Nationaal Jeugdinstituut (NJI) en werd op 3 november 2004 bij staatsbesluit opgericht. Het was de uitvoering van het recht op participatie op bestuurlijk niveau van Surinaamse jeugdigen. Het was opgezet om inspraak te hebben in de Surinaamse politiek en om geraadpleegd te worden door leden van de regering en De Nationale Assemblée. Het doel was een gericht en doelmatig jeugdbeleid waarin input van jeugdigen was verwerkt. 
Het NJP moest jaarlijks het Nationaal Jeugdcongres organiseren. In de beginjaren is het daar niet elk jaar in geslaagd. Na afloop van het congres werden de resultaten in een nota aan de regering gepresenteerd. Daarnaast heeft het jeugdambassadeurs voorgedragen. 

## Onafhankelijkheid
Het NJP was bedoeld als een orgaan dat onafhankelijk is van de officiële politiek. In de praktijk was een deel van de leden echter gelieerd aan een van de landelijke politieke partijen. Volgens Ruth Wijdenbosch (NPS, 2014) zou de politieke kleuring van jeugdparlementariërs als ook de jeugdambassadeurs tot uitdrukking komen in hun functioneren.
Een half jaar sinds haar aantreden in 2018, verbrak de minister van Sport- en Jeugdzaken Lalinie Gopal het rechtstreekse contact met de NJP, en liet deze sindsdien via een vertegenwoordiger van het ministerie verlopen. Voorzitter Kelvin Koniki had eerder die week al laten weten dat de relatie tussen de minister en het NJP gespannen was vanwege de kritische houding van het NJP rondom de verkiezingen voor jeugdambassadeurs. Sinds haar aantreden was de mate van inspraak volgens het NJP teruggelopen. Door de impasse tussen het ministerie en het NJP liep Suriname in 2018/2019 de voorzittersrol van een jaar bij de jongeren van de Caricom mis.
Vanwege de hoge kosten van 20 miljoen SRD per verkiezing, besloot de regering-Santokhi in 2021 de verkiezingen voor het Nationaal Jeugdparlement af te schaffen en te vervangen door het naar voren laten schuiven van kandidaten door scholen en jeugdorganisaties. In 2022 hief minister Steven Mac Andrew de NJP geheel op om te vervangen voor een Surinaamse Jongerenraad.

## Leden
Het NJP werd samengesteld op grond van de uitslag van algemene vrije en geheime verkiezingen. De opkomst bij deze verkiezingen schommelde in de eerste tien jaar tussen de 14% en 27%. De deelname aan het jeugdparlement betekende voor enkele deelnemers de springplank naar de landelijke politiek.
In het jeugdparlement hadden 29 jeugdigen uit het hele land zitting. Jongeren tussen de 15 en 22 jaar kunnen ervoor kandideren. Een lid werd voor maximaal twee perioden van drie jaar gekozen.
| District   | aantal leden |
| ---------- | ------------ |
| Brokopondo | 2            |
| Commewijne | 2            |
| Coronie    | 1            |
| Marowijne  | 2            |
| Nickerie   | 3            |
| Para       | 2            |
| Paramaribo | 9            |
| Saramacca  | 2            |
| Sipaliwini | 2            |
| Wanica     | 4            |

## Voorzitters
In 2011 werd tot tweemaal toe een nieuwe voorzitter gekozen, die na het behalen van de meeste stemmen niet de functie accepteerde. Als een van de redenen gold de grote tijdsinvestering naast de studie. De voorzitter wordt gekozen door de 29 leden van het jeugdparlement. Het NJP kende de volgende voorzitters:
- 2004: Rayen Vyent (voorzitter, provisioneel), Desmond Plet (ondervoorzitter, provisioneel)[18]
- 2004-2007: Melvin Bouva (voorzitter) en Mitesh Bhaggoe (ondervoorzitter)[19]
- 2007: Niesha Jhakry (voorzitter, provisioneel)
- 2007-2010: Dhiradj Soekhai (voorzitter)[20][21] en Melissa Inge (ondervoorzitter)[7]
- 2011-2013: Derryl Boetoe (voorzitter)[22][23] en Praathna Sital (ondervoorzitter)[24]
- 2014-2017: Priya Sital (voorzitter) en Konrad Acton (ondervoorzitter)[17]
- 2017-2022: Kelvin Koniki (voorzitter) en Dinesh Parag (ondervoorzitter)[25]

## Commissies
Het NJP kende de volgende vijf vaste commissies:
- Nationale en Internationale Betrekkingen
- Onderwijs en Ontwikkeling
- Sociaal Welzijn en Maatschappelijke Zaken
- Sport en Recreatie
- Voorlichting en Media